# L'amore di Emmanuelle
L'amore di Emmanuelle  è un film TV del 1993 diretto da Francis Leroi ed ispirato al personaggio creato da Emmanuelle Arsan.

## Trama
Emmanuelle questa volta deve vedersela con uno scandalo sessuale scoppiato durante un viaggio in treno, mentre attraversa la linea ferroviaria Transasiatica. Solo grazie al suo magico profumo e al fedele accompagnatore Athisan Khan riuscirà a evitare una cospirazione e a riportare la pace tra due coniugi alla deriva.